# Gare de Garancières - La Queue
La gare de Garancières - La Queue est une gare ferroviaire française de la ligne de Saint-Cyr à Surdon, située sur le territoire de la commune de Garancières, à proximité de La Queue-les-Yvelines, dans le département des Yvelines, en région Île-de-France.
C'est une gare de la Société nationale des chemins de fer français (SNCF) desservie par les trains de la ligne N du Transilien (réseau Paris-Montparnasse).

## Situation ferroviaire
Établie à 124 m d'altitude, la gare de Garancières - La Queue est située au point kilométrique (PK) 48,152 de la ligne de Saint-Cyr à Surdon, entre les gares de Montfort-l'Amaury - Méré et d'Orgerus - Béhoust.

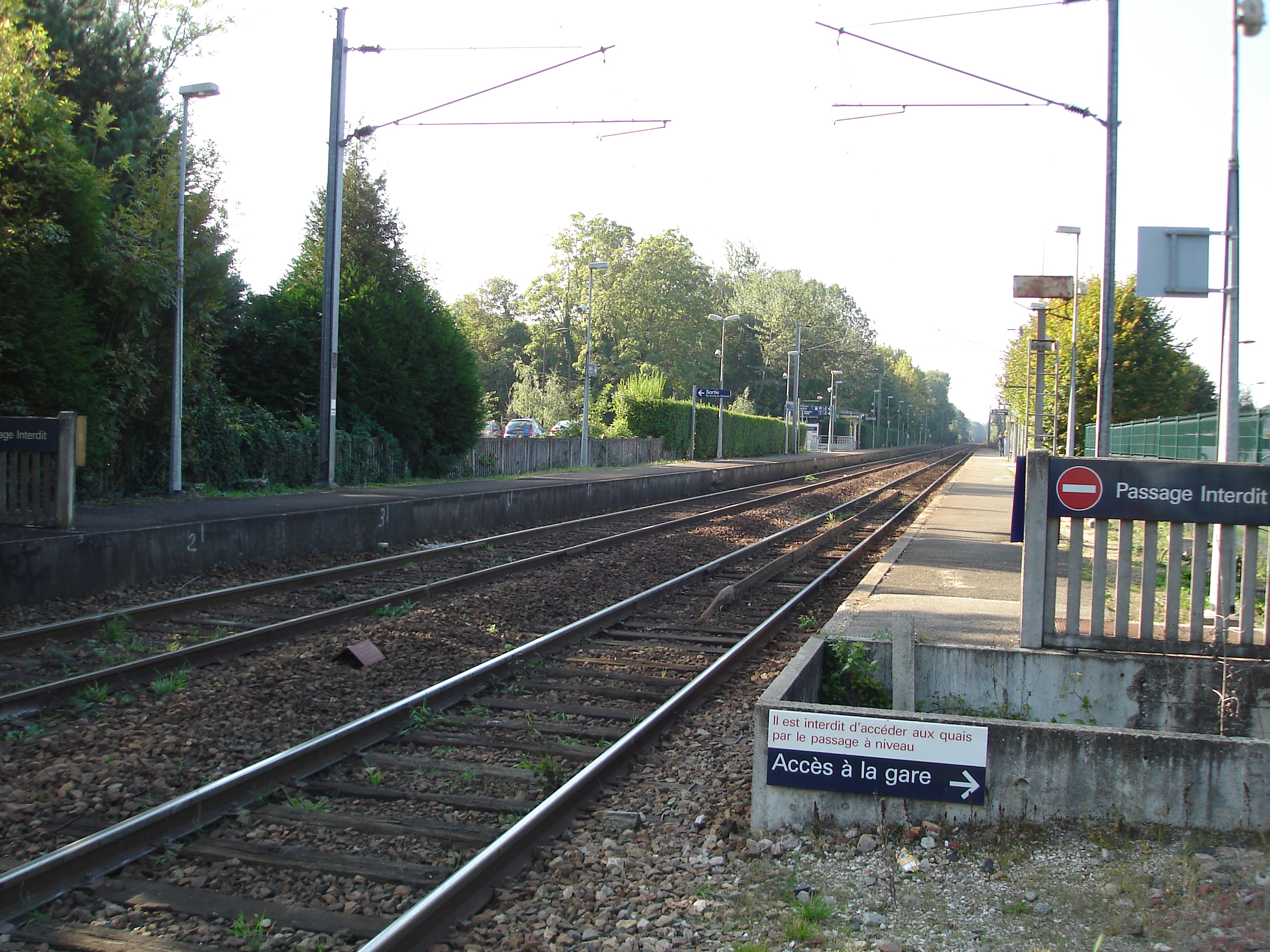
Vue générale de la gare.

## Histoire
Elle est mise en service le 15 juin 1864 avec l'ouverture de la voie entre la gare de Saint-Cyr et la gare de Dreux.
La trains sont assurés en traction électrique depuis le 12 septembre 1984 (électrification de Plaisir - Grignon à Dreux).
En 2011, 380 voyageurs ont pris le train dans cette gare chaque jour ouvré de la semaine.
En 2019, 328 859 voyageurs ont utilisé la gare tout au long de l'année.

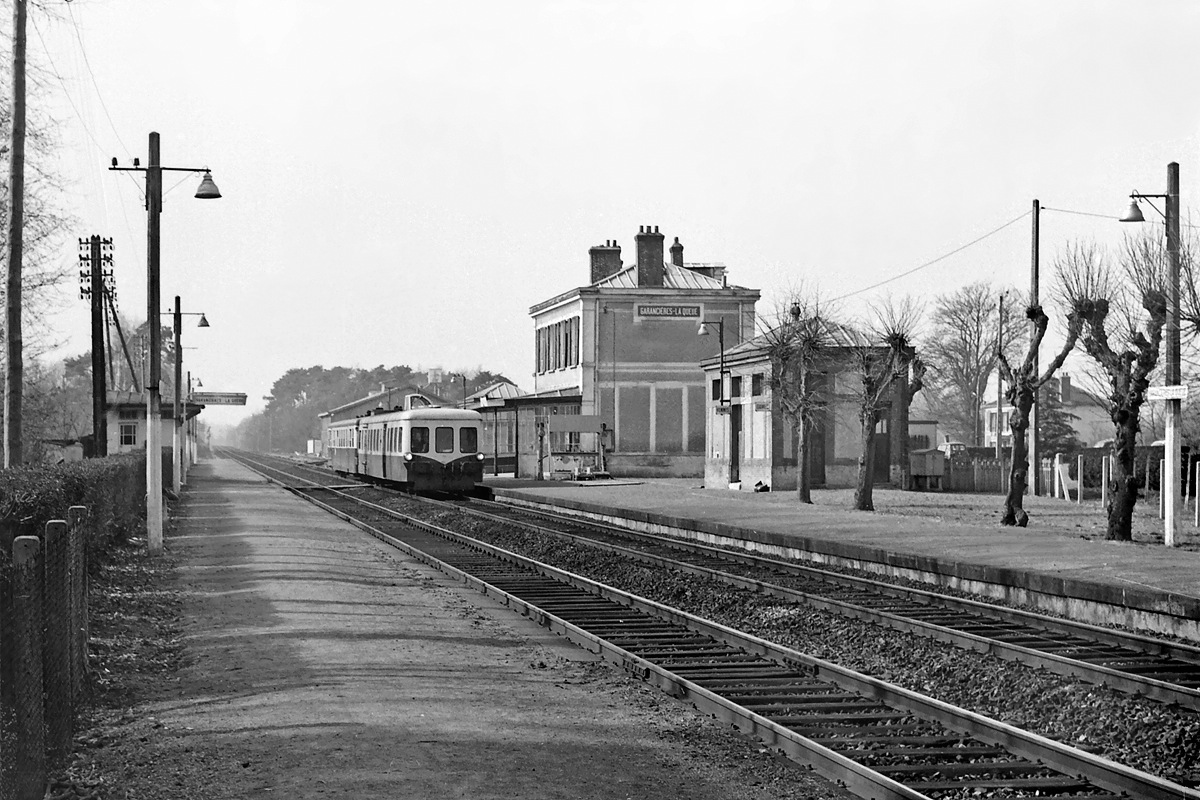
Voies et quais, en 1977, avec le bâtiment voyageurs et un autorail à l'arrêt.

## Service des voyageurs

### Accueil
La gare SNCF dispose d'un bâtiment voyageurs avec guichet, d'automate Transilien, du système d'information sur les circulations des trains en temps réel et de boucles magnétiques pour personnes malentendantes. Le guichet est ouvert tous les jeudis matin.
Elle est équipée de deux quais latéraux : 
- le quai 1 dispose d'une longueur utile de 242 m pour la voie 1,
- le quai 2 d'une longueur utile de 195 m pour la voie 2.

Le changement de quai se fait par un passage souterrain.

### Desserte
En 2012, la gare est desservie par des trains de la ligne N du Transilien (branche Paris - Dreux), à raison d'un train toutes les heures, sauf aux heures de pointe où la fréquence est d'un train toutes les 30 minutes. 
Le temps de trajet est d'environ :
- 15 minutes depuis Plaisir - Grignon,
- 28 minutes depuis Dreux,
- 29 minutes depuis Versailles Chantiers,
- 39 minutes depuis Paris-Montparnasse.

### Intermodalité
La gare est desservie par les lignes 2, 22, Express 67 du réseau de bus Centre et Sud Yvelines et par le service de transport à la demande « TàD Houdan - Monfort ».
Deux parkings payants pour les véhicules y sont aménagés de chaque côté des voies : 
- le parking P1, côté Garancières[5],
- le parking P2, côté La Queue Lez Yvelines[6].

Un parking pour les stationnements de courte durée (inférieure à 4 heures) est également disponible à côté du P1. Un dépose-minute est aussi aménagé autour de ce parking.
Un abri vélo gratuit est aussi disponible.

## Galerie de photographies

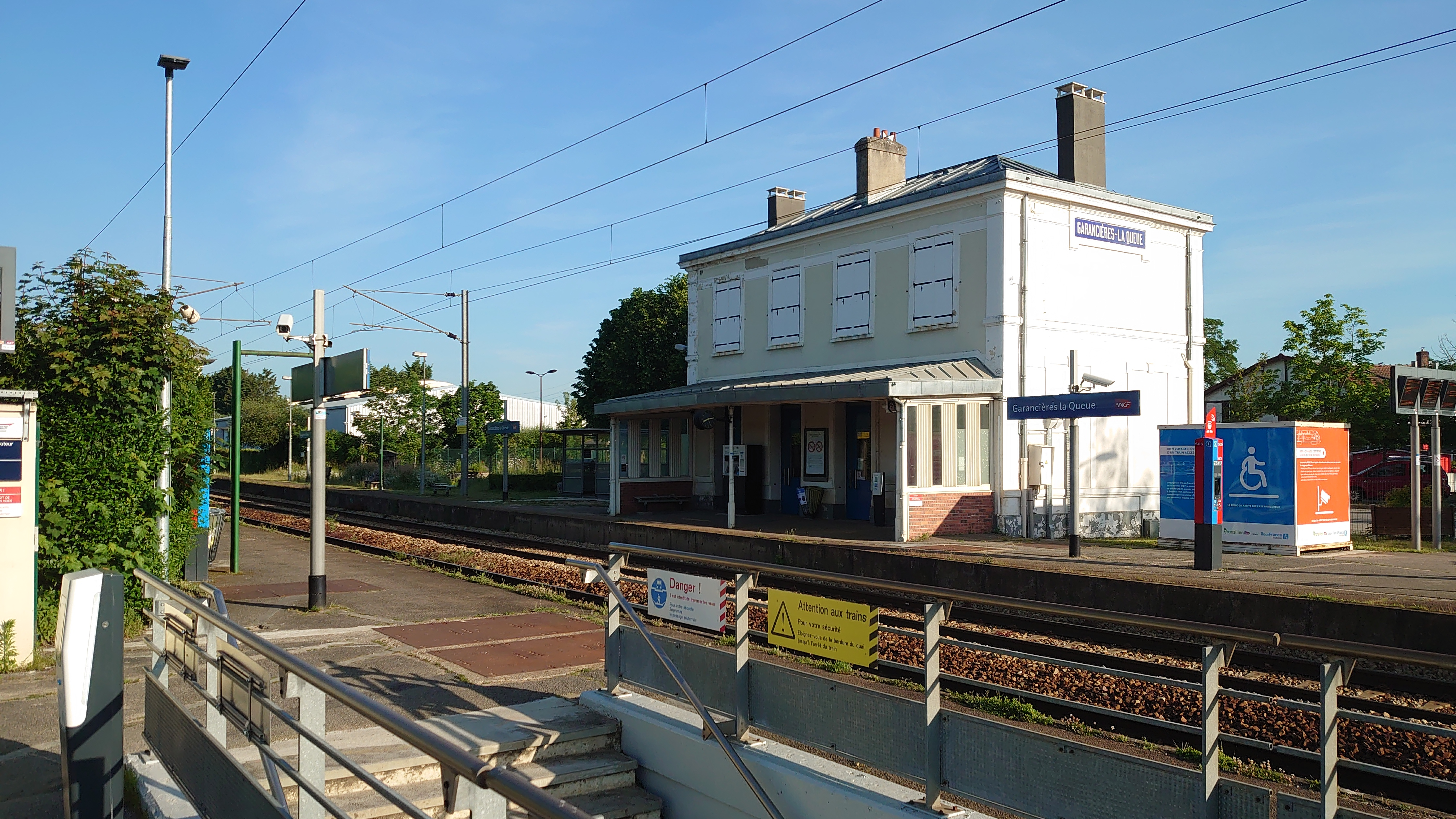
Bâtiment voyageurs.
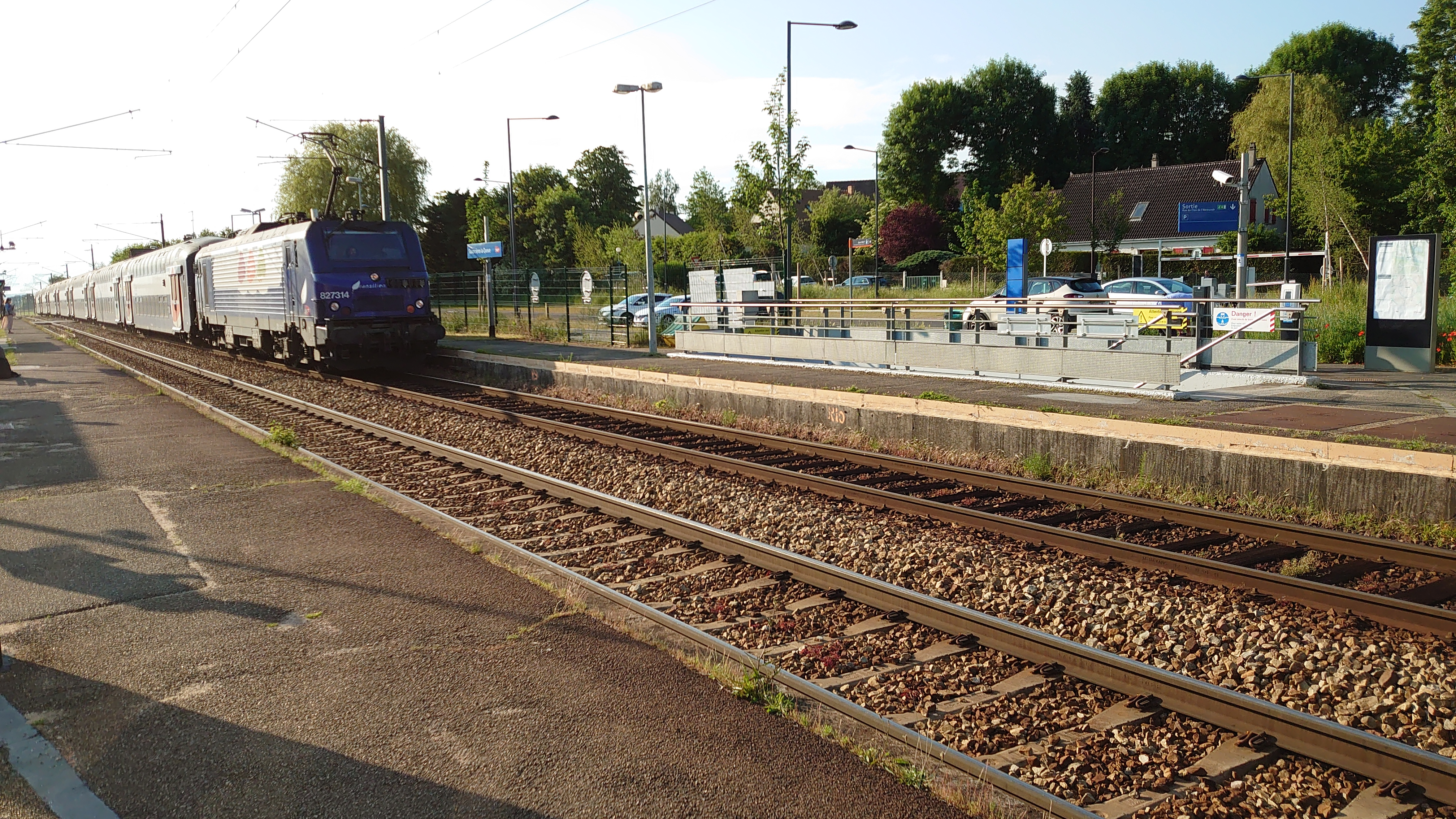
VB2N en gare, en direction de Dreux.
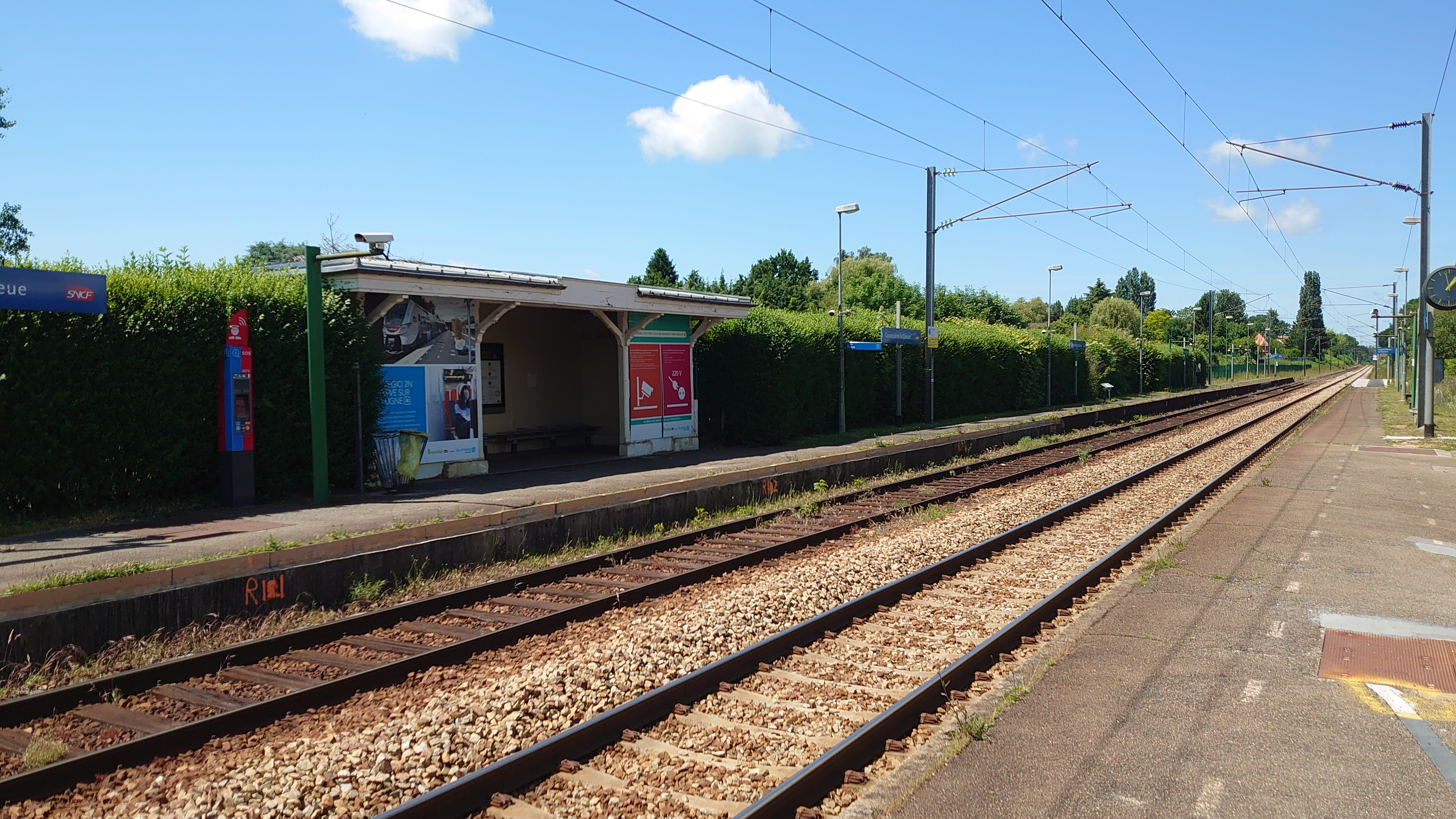
Quais de la gare.